# Shahkot
Shahkot è una suddivisione dell'India, classificata come nagar panchayat, di 12.631 abitanti, situata nel distretto di Jalandhar, nello stato federato del Punjab. In base al numero di abitanti la città rientra nella classe IV (da 10.000 a 19.999 persone).

## Geografia fisica
La città è situata a 31° 4' 39 N e 75° 20' 14 E e ha un'altitudine di 209 m s.l.m..

## Società

### Evoluzione demografica
Al censimento del 2001 la popolazione di Shahkot assommava a 12.631 persone, delle quali 6.640 maschi e 5.991 femmine. I bambini di età inferiore o uguale ai sei anni assommavano a 1.497, dei quali 860 maschi e 637 femmine. Infine, coloro che erano in grado di saper almeno leggere e scrivere erano 8.899, dei quali 4.868 maschi e 4.031 femmine.